# Nur für dich (chanson)
Singles de Mireille Mathieu
Vai colomba bianca
(1982) Mon amour (in den Armen deiner Zärtlichkeit)
(1984)
Pistes de Nur für dich
Adieu mon ami
Nur für dich est une chanson en allemand interprétée par la chanteuse française Mireille Mathieu, sortie en 1983 en Allemagne sous le label Ariola.

## Reprises
Aucune des deux chansons du 45 tours ne connaîtra de versions étrangères, chose rare pour la chanteuse.

## Principaux supports discographiques
La chanson se retrouve pour la première fois sur le 45 tours du même nom paru en 1983 en Allemagne avec cette chanson en face A et la chanson Vor uns liegt ein langer Weg en face B. Elle se retrouvera également sur quelques compilations CD comme celle sortie en 2014, Liebe lebt.

## Classements
| Pays      | Meilleure position | Certification | Ventes |
| --------- | ------------------ | ------------- | ------ |
| Allemagne | 39                 |               |        |